# 宮﨑あおい
宮﨑 あおい（みやざき あおい、1985年 〈昭和60年〉11月30日 - ）は、日本の女優。旧芸名、宮崎 あおい。
東京都出身。ヒラタインターナショナル所属。実兄は元俳優の宮﨑将。夫は元V6のメンバーで俳優の岡田准一。

## 略歴
4歳の時、母親の「思い出に残るように」という理由で子役デビュー。CM（サントリー「緑水」、旭化成など）や雑誌を中心に活動した。ドラマや映画にも出演していたが、名前の付かないような脇役が多かった。
役名をもらい、本格的に女優業を始めたのは1997年 - 1999年頃から。映画デビューは大林宣彦監督作品『あの、夏の日 / とんでろ、じいちゃん』（1999年）で、その後、ピチレモンのモデル（ピチモ）として毎月レギュラーで登場して人気を得た。2001年、映画初主演の『害虫』で、第23回ナント三大陸映画祭コンペティション部門主演女優賞を受賞（映画公開は2002年）。2002年には、『EUREKA』で第16回高崎映画祭最優秀新人女優賞を受賞した。またこの年は、BS-i『ケータイ刑事 銭形愛』で連続テレビドラマに初主演した。2003年、初舞台で主演をつとめたミュージカル『星の王子さま』（演出：白井晃）で、第41回ゴールデン・アロー賞演劇新人賞を受賞。同年、アニメ『魔法遣いに大切なこと』で声優初挑戦。その後も、アニメの映画やドラマ、ドキュメンタリーのナレーションなど、声に関わる仕事もしている。
2005年、中島美嘉とダブル主演を務めた『NANA-ナナ-』が、2005年度実写邦画観客動員数第2位、興行収入40億円の大ヒットとなりブレイクのきっかけとなった。
2006年、NHKの連続テレビ小説『純情きらり』ではヒロイン・有森桜子役を演じ、同作で第44回ゴールデン・アロー賞放送賞（ドラマ部門）を受賞した。
2008年、NHK大河ドラマ『篤姫』で、主人公の篤姫を演じる。放送開始時の年齢22歳1か月は、大河ドラマの主演としては歴代最年少である。
2012年、フジテレビ（関西テレビ制作）『ゴーイング マイ ホーム』で10年ぶりに民放の連続ドラマに出演。
2015年秋から2016年春まで、『純情きらり』以来の2度目の出演となるNHK連続テレビ小説『あさが来た』で、主演の波瑠とのダブルヒロインとなる姉・はつ役を演じる。
2018年の第1子出産に伴う産休を経て、2019年10月公開の『真実』で洋画吹き替えに初挑戦、2020年1月放送のTBS『あしたの家族』にて女優業に復帰した。

### 私生活
2007年6月15日、知人の紹介で知り合い10代の頃から7年間交際していた俳優の高岡蒼佑と婚姻届を提出し電撃結婚、東京大神宮にて7月25日に挙式し、2008年3月に披露宴を開いたが、約4年半の結婚生活を経て2011年12月28日に離婚。
映画『陰日向に咲く』、『天地明察』での共演を経て友人関係にあったV6の岡田准一と2015年春より交際を開始し、約2年半の交際期間を経て2017年12月23日に婚姻届を提出し、結婚（再婚）した。翌12月24日にそれを2人の連名によるFAXで発表した。挙式や披露宴や新婚旅行などの予定はないとしている。2018年5月19日、岡田の所属するジャニーズ事務所を通じて、第1子妊娠が公表された。同年10月16日、第1子男児出産を発表した。2025年時点まで、4児の子を授かっている。

## 人物
- 2000年から2001年に放送された『秘密倶楽部o-daiba.com』および『株式会社o-daiba.com〜美少女IT戦士リアルシスターズ』（共にフジテレビ）で共演した、栗山千明、須藤温子、ベッキー、松本まりかと仲が良い。過去に出版したフォトエッセー「the+me」では「RSZ（リアルシスターズの略）」が一番大切な仲間と述べていた。4人共フォトエッセーに寄稿している。
- リンゴの皮剥きが得意であり[注 5]、アフラックのCMの中でもその腕前を披露している。
- 趣味は写真。特技はネイルアート。
- 女優の満島ひかりとは生年月日が全く同じである。二人は2012年の映画『北のカナリアたち』で初共演した。2017年の東京国際映画祭でも共演したことがある[20]。
- 映画とNHKのテレビドラマへの出演が多く、民放のテレビドラマ出演が少ない理由について、「10代のころは若いだけでアイドル視される傾向があったので映画だけに出演したいというこだわりがあったが、今では（ドラマでも映画でも演技者として）伝えるものに変わりはないとわかって、そういうこだわりはなくなった。」と語っている。
- 『あにいもうと』で大型トラック運転手を演じるにあたり、実際に大型自動車免許を取得している[21]。
- 自身は、女優業に関しては演技が好きなわけではなく、嫌になったら辞めると発言したことがある[22]。

## 出演
※役名が太字表記の作品は、主演。

### 映画
- あの、夏の日 〜とんでろ じいちゃん〜（1999年） - 小林玉 役
- 淀川長治物語・神戸篇 サイナラ（2000年） - 淀川富子 役
- sWinG maN スイングマン（2000年） - 水瀬双美 役
- EUREKA ユリイカ（2001年） - 田村梢（ヒロイン） 役
- 害虫（2002年） - 北サチ子 役
- パコダテ人（2002年） - 日野ひかる 役
- 富江 最終章 〜禁断の果実〜（2002年） - 橋本登美恵 役
- ラヴァーズ・キス（2003年） - 川奈依里子 役
- ラブドガン（2004年） - 小諸観幸 役
- 青い車（2004年） - 佐伯このみ 役
- 理由（2004年） - 石田由香里 役
- amoretto アマレット（2004年12月25日） - 女子高生 役
- いぬのえいが 「ねぇ、マリモ」（2005年） - 美香 役
- NANA（2005年） - 小松奈々 役
- ギミー・ヘブン（2006年） - 路木麻里 役
- エリ・エリ・レマ・サバクタニ（2006年） - ハナ 役
- 好きだ、（2006年） - ユウ（17歳） 役
- 初恋（2006年） - みすず 役
- ただ、君を愛してる（2006年） - 里中静流 役
- 海でのはなし。（2006年） - 楓 役
- NARA:奈良美智との旅の記録（2007年） - ナレーター
- 東京タワー 〜オカンとボクと、時々、オトン〜（2007年） - アイドルDJ 役
- 初雪の恋 ヴァージン・スノー（2007年） - 佐々木七重 役
- サッド ヴァケイション（2007年） - 田村梢 役
- 陰日向に咲く（2008年） - 鳴子 / 寿子 役（二役）
- ハブと拳骨（2008年） - 安城杏 役
- 闇の子供たち（2008年） - 音羽恵子 役
- 少年メリケンサック（2009年） - 栗田かんな 役
- ディズニーネイチャー/フラミンゴに隠された地球の秘密（2009年） - 日本語版のナレーション
- 劒岳 点の記（2009年） - 柴崎葉津よ 役
- ソラニン（2010年） - 井上芽衣子 役
- オカンの嫁入り（2010年） - 森井月子 役
- 神様のカルテ（2011年） - 栗原榛名 役
- ツレがうつになりまして。（2011年） - 髙崎晴子 役
- わが母の記（2012年） - 伊上琴子 役
- 天地明察（2012年） - 村瀬えん 役
- 北のカナリアたち（2012年） - 安藤結花 役
- きいろいゾウ（2013年） - 妻利愛子 役
- 舟を編む（2013年） - 林香具矢 役
- ペタル ダンス（2013年） - ジンコ 役
- はじまりのみち（2013年） - 学校の先生 役（兼ナレーター）
- 神様のカルテ2（2014年） - 栗原榛名 役
- バンクーバーの朝日（2014年）- 笹谷トヨ子役
- 世界から猫が消えたなら（2016年） - 僕の初恋の彼女 役[23]
- 怒り（2016年） - 槙愛子 役[24]
- バースデーカード（2016年） - 芳恵 役[25]
- ラストレシピ〜麒麟の舌の記憶〜（2017年） - 山形千鶴 役 [26]
- 大名倒産（2023年6月23日） - なつ 役[27]
- 秒速5センチメートル（2025年10月10日公開予定） - 輿水美鳥 役[28]

### 配信映画
- クレイジークルーズ（2023年11月16日、Netflix） - 盤若千弦 役（吉沢亮とダブル主演）[29][30]

### テレビドラマ
- 真・女神転生デビルサマナー 第10話・第12話（1997年、テレビ東京） - あゆみ（悪魔） 役
- 浅見光彦シリーズ 第7作「恐山殺人事件」（1998年、フジテレビ） - 唐橋春美（子供時代） 役
- 大河ドラマ（NHK総合）
  - 元禄繚乱 第38話（1999年9月26日） - 矢頭さよ 役
  - 篤姫[31]（2008年） - 篤姫 役
  - 豊臣兄弟!（2026年1月〈予定〉- ） - お市 役[32]
- ズッコケ三人組（1999年、NHK教育） - キキョウ 役
- ブースカ! ブースカ!! 第25話（1999年 - 2000年、テレビ東京） - 魔女っ子カメちゃん 役
- 20歳の結婚（2000年、TBS） - 中願寺栞 役
- GirL（2000年、日本テレビ） - 南あずさ 役
- 火曜サスペンス劇場「天使の居場所」（2000年、日本テレビ）
- 秘密倶楽部 o-daiba.com（2000年 - 2001年、フジテレビ） - 高原零 役
- 株式会社 o-daiba.com（2001年、フジテレビ） - 高原零 役
- R-17 第5話・第6話（2001年、テレビ朝日） - 野村ゆかり 役
- フレーフレー人生!（2001年、読売テレビ） - 結城杏子 役
- 青と白で水色（2001年、日本テレビ） - 内山楓 役
- しあわせのシッポ（2002年、TBS） - 笹本萌 役
- ケータイ刑事 銭形愛（2002年 - 2003年、BS-i） - 銭形愛 役
- ノースポイント「ポートタウン」（2003年、北海道文化放送） - 紺野奈美 役
- 68FILMS 東京少女 第2話「寄生木 YADORIGI」（2003年、BS-i、BSフジ） - 主演
- ちょっと待って、神様（2004年、NHK） - 天城秋日子 役
- 理由（2004年、WOWOW） - 石田由香里 役
- 父の海、僕の空（2004年、日本テレビ） - 朝井ほのか 役
- 連続テレビ小説（NHK総合）
  - 純情きらり（2006年） - 有森（松井）桜子 役
  - あさが来た（2015年 - 2016年） - 今井はつ 役
  - らんまん（2023年） - ナレーション[33]、藤平紀子 役[34]
- 蝶々さん（2011年、NHK総合） - 伊東蝶 役
- ゴーイング マイ ホーム（2012年、関西テレビ） - 下島菜穂 役
- 眩〜北斎の娘〜（2017年、NHK） - お栄 役[35]
- あにいもうと（2018年、TBS） - 赤座桃子 役
- 新春ドラマ特別企画「あしたの家族」（2020年1月、TBS） - 小野寺理紗 役[36]
- ユーミンストーリーズ 第3話「春よ、来い」（2024年3月18日 - 21日、NHK総合） - カナコ 役[37][38]

### その他のテレビ番組
- てれび絵本「おとなりさん」（初回放送2006年9月7日 - 純情きらりの放送期間中） - 朗読
- ザ・ノンフィクション（フジテレビ） - ナレーション（不定期）
  - 「宮崎あおい愛しき津波の島へ」（2006年10月15日） - 出演
  - 「康子のバラ〜19歳、戦渦の日記〜」（2009年8月2日） - 出演（ナレーション・日記朗読）
  - 「放送1000回SP」（2021年4月11日・18日）
  - 「人生の終わりの過ごし方」～「ダメ人間マエダ」の終活～（2021年9月12日・19日）
  - 「奇跡の夏に輝いて」	～ピュアにダンス 待寺家の18年～（2021年10月24日）
  - 「あの日 僕を捨てた父は」～孤独な芸人の悲しき人生～（2022年10月23日・30）
  - 「あの日 僕を捨てた父は2」～孤独な芸人と家族の再生～（2023年9月17日・24日）
- ぴあのピア（2007年1月8日、NHK-BShi / NHK-BS2） - 番組案内・ナレーション
- MUFGスペシャル 未来の子どもたちへ 地球の危機を救うお金の使い方（2007年9月3日、TBS）
- トップランナー（2008年11月17日、NHK総合）
- 感動地球スペシャル 宮崎あおい、心にしみるアフリカ〜生命輝く大地・ルワンダ〜（2009年3月1日、テレビ静岡）
- 課外授業 ようこそ先輩「武器を持つ?持たない?〜紛争解決人 伊勢崎賢治」（2009年10月4日、NHK総合） - ナレーション
- NHKスペシャル「ふしぎがり〜まど・みちお 百歳の詩〜」（2010年1月30日、NHK総合） - ナレーション
- テレメンタリー2021「東京の日の丸〜馬瓜エブリン 26歳〜」（2021年8月、名古屋テレビ放送） - ナレーション[39]

### ラジオドラマ
- FMシアター「翔べない豚さん」（2002年2月9日、NHK-FM） - 山瀬あずみ 役[40]
- ENEOS ON THE WAY COMEDY 道草「経済学部上村教授」（2002年8月19日 - 22日、TOKYO FM） - ゲスト出演・上村春子 役
- 世界の中心で、愛をさけぶ（2004年5月4日、TOKYO FM） - 廣瀬亜紀 役

### テレビアニメ
- 魔法遣いに大切なこと（2003年1月 - 3月、テレビ朝日） - 菊池ユメ 役[41]
- franny's feet（フラニーズ・フィート）（2007年 - 2011年、CARTOON NETWORK） - フラニー 役

### 劇場アニメ
- 銀色の髪のアギト（2006年） - トゥーラ 役[42]
- カラフル（2010年） - 佐野唱子 役[43]
- おおかみこどもの雨と雪（2012年） - 花 役[44]
- バケモノの子（2015年） - 九太（少年期） 役[45]
- かがみの孤城（2022年12月23日） - 喜多嶋晶子 / 喜多嶋先生 役[46]

### 吹き替え
- 真実（2019年） - リュミール（ジュリエット・ビノシュ） 役[47]

### 舞台
- ミュージカル 星の王子さま（2003年8月初演、2005年8月再演） - 星の王子さま 役
- その夜明け、嘘。（2009年2月） - 主演
- ウーマンリブ VOL.12「SAD SONG FOR UGLY DAUGHTER」（2011年6月）

### ミュージックビデオ
- NUMBER GIRL「I Don't Know」 映画「害虫」の映像から
- the Indigo「UNDER THE BLUE SKY」
- DREAMS COME TRUE「やさしいキスをして」「連れてって 連れてって」
- RIP SLYME「Dandelion」
- キンモクセイ「冬の磁石」
- 中島美嘉「GLAMOROUS SKY」 映画「NANA」の映像から
- 元ちとせ「青のレクイエム」 映画「初恋」の映像から
- 大塚愛「恋愛写真」 映画「ただ、君を愛してる」の映像から
- 森山直太朗「未来 〜風の強い午後に生まれたソネット〜映画ver.」 映画「初雪の恋 ヴァージン・スノー」の映像から
- Fly to the Sky「My Angel」
- 「あおいMIX」 オリンパス E-SYSTEMキャンペーンから
- RIP SLYME「Tales」 東京メトロ「TOKYO HEART」のCMから
- SEKAI NO OWARI「眠り姫」
- Vaundy「忘れ物」

### 広告
- 東京海上火災保険（1990年）
- 花王「ふきんクイックル」（1992年）
- 金冠堂「キンカン」（兄と共演）（1993年）
- 日本マクドナルド
  - 「お子様セット（現ハッピーセット）」（1993年）
  - 「てりたま」（2022年 - ）
  - 「月見ファミリー」（2024年8月 - ） - 松重豊、手塚理美と共演[48]
  - 「あんことおもちのいちご大福パイ」（2025年3月11日 - ）[49]
- 旭化成（1994年）
  - 「Frosch」（2012年3月 - ）
- 住宅都市整備公団（1995年）
- プレナス「MKレストラン」（1996年）
- トミー（1997年）
- ハウス食品「フルーチェ」（1998年）
- ヒューマン「御神楽少女探偵団」（1998年）
- ナムコ「テイルズ オブ ファンタジア」（1998年）
- 三菱自動車「GDI」（1999年）「Drive@earth」（2008年9月 - ）
- 東芝「DIGITAL FACE」（2000年10月 - 2001年9月）
- ベネッセコーポレーション「進研ゼミ高校講座」（兄と共演）（2001年1月 - 2002年4月）
- 三井不動産販売「三井のリハウス」（2001年4月 - 2002年3月）
- JACCSカード（2001年4月 - 2002年9月）
- セシール「CUPOP」（2001年4月 - 2004年3月）
- NHK BS放送キャンペーン（2001年12月 - 2002年3月）
- NTTドコモ東北（2001年12月 - ） - 澤田菜穂子 役
- サントリー
  - 「緑水」（2002年3月 - 2003年2月）
  - 「絹の贅沢」（2011年4月 - ）
  - 「烏龍茶」（2012年4月 - ）
- 味の素「クノールカップスープ」（2002年9月 - 2005年8月）「ほんだし」（2008年9月 - ）
- ヤマザキナビスコ「ピコラ」、「ビッツサンド」（2003年4月 - 2005年3月）
- HOYAヘルスケア「コンタクトのアイシティ」（2004年4月 - 2007年4月）
- 全日空「LIVE/中国/ANA」（2005年3月 - 7月）
- 大塚製薬「ファイブミニ」（蒼井優と共演）（2005年6月 - 2006年6月）
- 明治製菓（現：明治）「手作りチョコレート」（2005年11月 - 2006年5月）
- avex trax「大塚愛『恋愛写真』」（声のみの出演 2006年10月 - ）
- アメリカンファミリー生命保険会社（2006年10月 - ）
- 第一三共ヘルスケア「カコナール2」（2006年10月 - ）
- NTTドコモ（2006年10月 - 2006年11月）
- ユニバーサルミュージック「スピッツ『CYCLE HIT Spitz Complete Single Collection』」（2006年）
- チョーヤ梅酒「ウメッシュ」（2007年1月 - ）
- ユニクロ（2007年 - ）
- オリンパス
  - 「E-410/E-510」、「E-30」イメージキャラクター（2007年3月 - 、2008年12月 - ）
  - 「OLYMPUS PEN E-P1」（2009年7月 - ）
  - 企業CM「私の写真は、私の今だ」篇（2014年9月 - ） [50][51][52]
- グリコ
  - アイス「Def（デフ）」（2007年3月 - ）
  - 「朝食りんごヨーグルト」（2007年10月 - ）
- 東京メトロ（2007年4月 - 2010年3月）
- 資生堂「洗顔専科パーフェクトシリーズ」 パーフェクトホイップ、パーフェクトリキッド（2007年 - ）
- エンポリオ・アルマーニ（2008年1月 - ）
- パルコ（2008年12月 - ）
- 中部電力（2009年5月 - ）
- クロスカンパニー「earth music&ecology」（2010年3月 - ）
- 日本コカ・コーラ「爽健美茶」（2010年3月 - ）
- 森永製菓「DARS」（2010年9月 - ）
- 資生堂「uno」 FOG BARBER styling（2010年9月 - ）
- ロート製薬「SUGAO」（2014年3月 - ）[53]
- ユニリーバ・ジャパン「クリア」（2014年4月 - ）
- はごろもフーズ シーチキン食堂 「本日、開店」篇（2014年11月 − ）[54]
- カゴメ「トマトジュースプレミアム」
  - 「トマト、澄みわたる。」篇（2015年8月 - ）[55]
- キリンビール「キリン 杏露酒 ひんやりあんず」（2016年）[56]
- 明治「明治プロビオヨーグルトLG21」『LG21マーチ オフィス』篇・『LG21マーチ 社員食堂』篇（2019年5月 - ） - トータス松本と共演
- 富士フイルム「アスタリフト」（2022年8月 - ） - 岡田将生と共演[57]

### ポスター
- 日本道路公団「第三京浜車線規制&インターチェンジ閉鎖告知」
- 百万人のキャンドルナイト2004[58]（2004年）
- 警察カレンダー（2005年）
- 角川文庫「発見。夏の100冊」、「発見。角川文庫」（2005年6月 - 2006年5月号）

## 映像作品
- 宮崎あおい〜Colors〜（2002年1月25日、アートポート / ビームエンターテインメント / Fairy Smile Series）
- 宮崎あおい in パコダテ人（2002年2月25日、アートポート / ビームエンターテインメント）
- moratorium（モラトリアム）（2002年11月22日、大映・アートポート / パイオニアLDC）
- OLARE（オラレ）（2003年11月6日、ホリプロ / ポニーキャニオン）
- Foto por favor（フォトポルファボール）（2003年11月6日、ホリプロ / ポニーキャニオン）
- OLARE / Foto por favor 2本組 + photo book（2003年11月6日、ホリプロ / ポニーキャニオン）
- NONFIX 京都の恋（2003年11月19日、ホリプロ / ポニーキャニオン / 女優ノンフィクション The Lost Treasure）

## 書籍
- フォトエッセイ集 the+me（テーマ）（2001年12月25日、アミューズブック、ISBN 4901714236）
- 映画「ラブドガン」オフィシャルフォトブック LOVE GUN（2004年6月15日、リトルモア、ISBN 4898151248）
- フォトエッセイ集 祈り（2005年11月30日、ネコ・パブリッシング、ISBN 4777051218）
- フォトエッセイ集 宮﨑あおい&宮﨑将共著 たりないピース（2006年5月11日、小学館、ISBN 4093637040）
- フォトエッセイ集 宮﨑あおい&宮﨑将共著 Love,Peace & Green たりないピース2（2007年11月16日、小学館、ISBN 4093637121）

### 写真集
- 写真集 イクない?（2001年5月25日、ワニブックス、ISBN 4847026616）
- 写真集 少女日記（2001年12月25日、角川書店、ISBN 4048534505）
- 写真集 Happy Tail（2002年4月26日、ソニーマガジンズ、ISBN 4789717577）
- デジタル写真集 Nature（2003年6月9日）（インターネットダウンロード型）
- 写真集 20TH ANNIVERSARY 光（2005年11月30日、ネコ・パブリッシング、ISBN 4777051226）

### 雑誌連載
- CM NOW（玄光社）「春夏秋冬 はる なつ あき ふゆ」（2003年5・6月号 - 2006年5・6月号）
- Cut（ロッキング・オン）「宮崎あおい日々のあわ」（2005年11月号 - 2012年5月号）
- ウフ.（マガジンハウス）「あおい歳時記」（2006年7月号 - 2007年7月号 ）「なんてことない今日だけど」（2007年8月号 - 2009年5月号）

## 受賞歴
- 2001年
  - 第16回高崎映画祭 最優秀新人女優賞『EUREKA ユリイカ』
  - 第11回日本映画プロフェッショナル大賞 新人奨励賞『EUREKA』
- 2002年
  - 第23回ナント三大陸映画祭 主演女優賞『害虫』
  - 第15回日刊スポーツ映画大賞 新人賞『害虫』[59]
- 2003年
  - 第41回ゴールデン・アロー賞 演劇新人賞『星の王子さま』
- 2006年
  - 第50回ザテレビジョンドラマアカデミー賞 主演女優賞『純情きらり』[60]
  - 第44回ゴールデン・アロー賞 放送賞『純情きらり』
  - 第15回橋田賞『純情きらり』[61]
- 2007年
  - 第22回DVDでーた ベスト・タレント賞
- 2008年
  - 第59回ザテレビジョンドラマアカデミー賞 主演女優賞『篤姫』[62]
  - 第45回ギャラクシー賞テレビ部門 個人賞『篤姫』[63]
  - 第18回TV LIFE年間ドラマ大賞 主演女優賞『篤姫』[64]
- 2009年
  - 2009年エランドール賞 新人賞[65]
  - 第33回日本アカデミー賞 優秀主演女優賞『少年メリケンサック』[66]
- 2011年
  - 第24回日刊スポーツ映画大賞 主演女優賞『ツレがうつになりまして。』『神様のカルテ』
  - 第35回日本アカデミー賞 優秀主演女優賞『ツレがうつになりまして。』[67]
- 2012年
  - 第36回日本アカデミー賞 優秀助演女優賞『わが母の記』[68]
  - ソウルドラマアワード2012 アジアスター賞[69]
- 2013年
  - 第37回日本アカデミー賞 優秀主演女優賞『舟を編む』[70]
- 2016年
  - 第40回山路ふみ子映画賞 山路ふみ子女優賞『怒り』[71][72]
  - 第29回日刊スポーツ映画大賞・石原裕次郎賞 助演女優賞『怒り』『バースデーカード』
  - 第40回日本アカデミー賞
    - 優秀主演女優賞『怒り』
    - 優秀助演女優賞『バースデーカード』
- 2018年
  - 第44回放送文化基金賞
    - 演技賞『眩〜北斎の娘〜』[73][リンク切れ][74]
- 2019年
  - 第27回橋田賞『あにいもうと』[75]